# Wutach
Die Wutach ist ein 91 km langer, nördlicher und rechter Nebenfluss des Rheins im südöstlichen Schwarzwald und im Klettgau im südlichen Baden-Württemberg in Deutschland. Sie ist in ihrem Unterlauf auf etwa 6 km Länge Grenzfluss zum Kanton Schaffhausen der Schweiz.

## Name
Die Wutach wird zwischen 796 und 973 urkundlich erstmals genannt als Wüttach. Die Endung -aha bezeichnete im Althochdeutschen ein Fließgewässer. Das Bestimmungswort leitet sich vom Wort wuot „Raserei, Wahnsinn“ ab.

## Geographie

### Verlauf
Der Fluss wechselt zweimal den Namen, ehe er bei Waldshut in den Hochrhein mündet:

#### Seebach
Er entspringt im Südschwarzwald als Seebach in der Hochmulde des Grüble, nur wenige Meter unterhalb des 1448 m hohen Seebucks am Feldberg. 

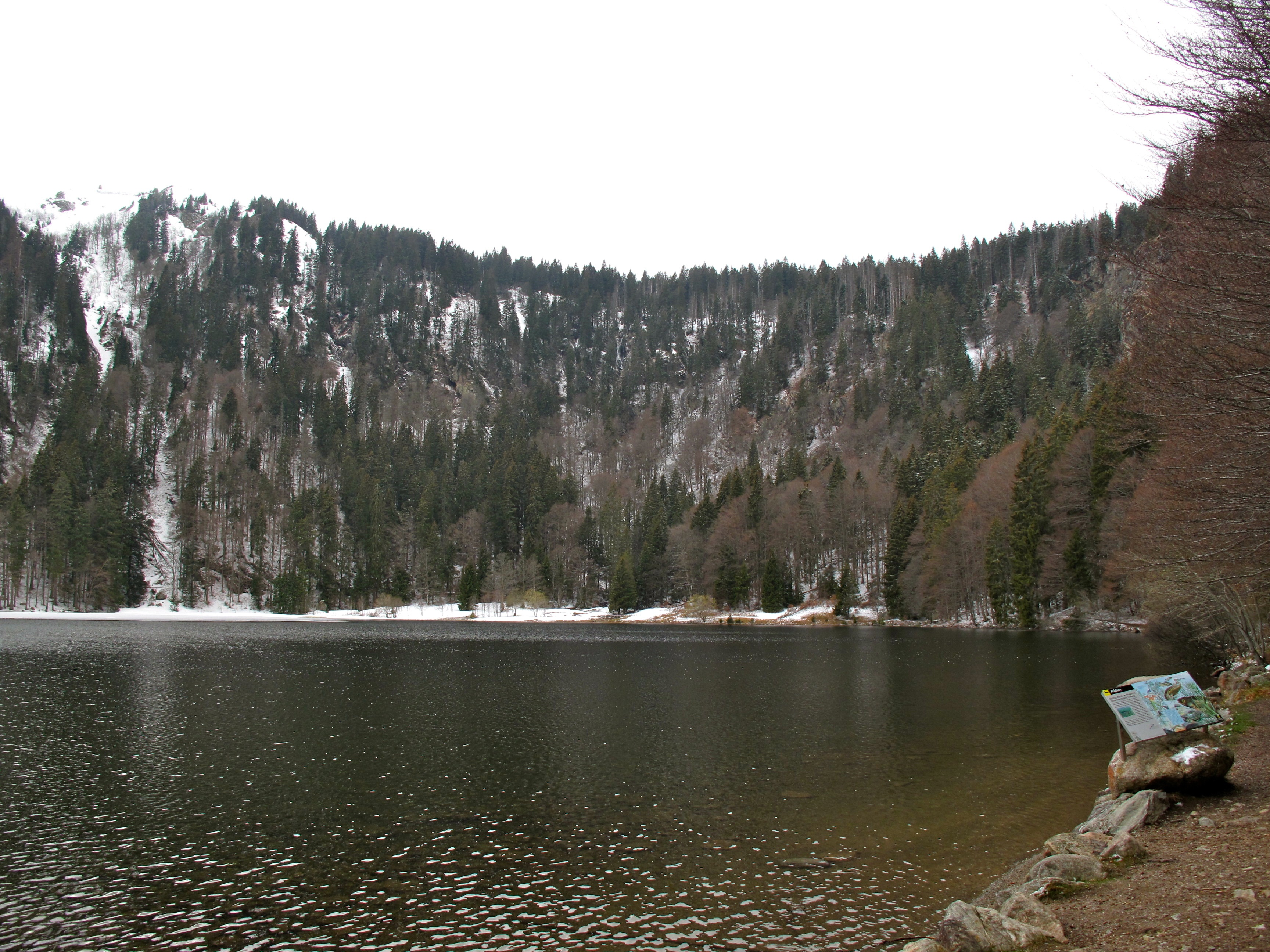
Feldsee mit Feldsee-Wasserfall

Kurz danach stürzt er im dreistufigen, insgesamt 62 Meter hohen Feldsee-Wasserfall in das felsige Kar des kreisrunden Feldsees. In ostnordöstlicher Richtung folgt der Bach dann dem gletschergeformten Bärental durch das Gemeindegebiet von Feldberg bis zum Titisee. Dabei fließt ihm von links der um ein Drittel wasserreichere Sägenbach zu; dieser entspringt am Baldenweger Buck des Feldbergs. Von beiden Bächen wird oberhalb der Mündung mehr als 70 % der mittleren Wasserführung abgeschlagen und über den Hangkanal dem Schluchseewerk zugeleitet. Daher führt der Seebach am Pegel Bärental oberhalb des knapp 5 Meter hohen Seebachfalls statt natürlicherweise im Mittel 0,8 m³/s nur 0,3 m³/s. Unterhalb der kleinen Gefällestufe tritt der Seebach in ein ebenes Talbecken ein, das den seit der letzten Eiszeit verlandeten oberen Teil des Titisees ausfüllt. Durch seine unter Naturschutz stehenden Moore erreicht der zuletzt stark mäandrierend fließende Seebach den Titisee.

#### Gutach
Ab Titisee heißt der inzwischen träge fließende Wiesenbach Gutach („gute Ach“). Vor Neustadt schwenkt er plötzlich um 90° nach rechts in die südöstliche Richtung des fast gleich starken Nebenbaches Ordnach. 
Unterhalb der Stadt queren zwei große Brücken das Tal, die Gutachtalbrücke der B 31 und die Gutachbrücke der Höllentalbahn. Von hier an rauscht der Fluss durch eine mit dem weiteren Verlauf zunehmend tiefe Schlucht.

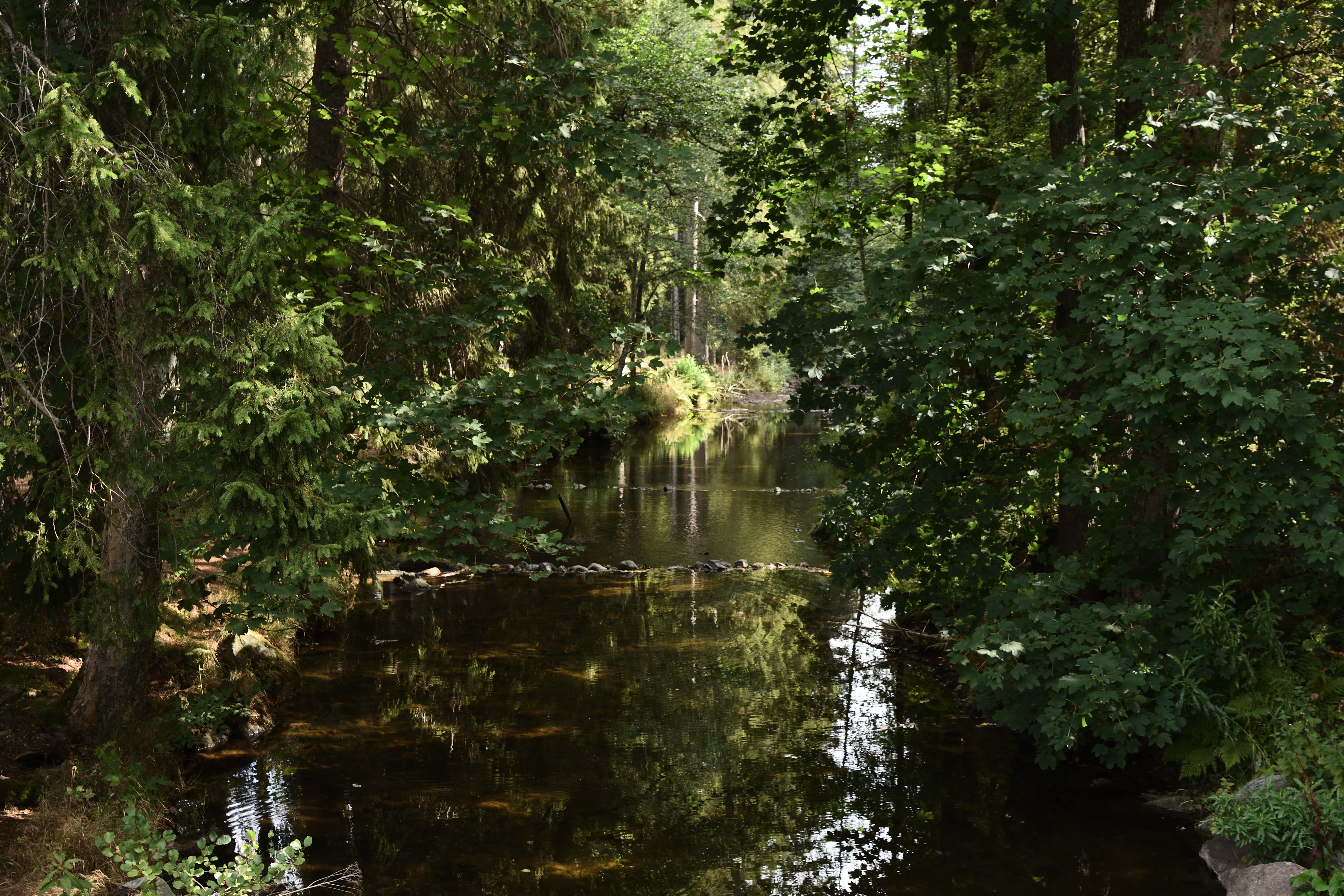
Gutach bei Titisee
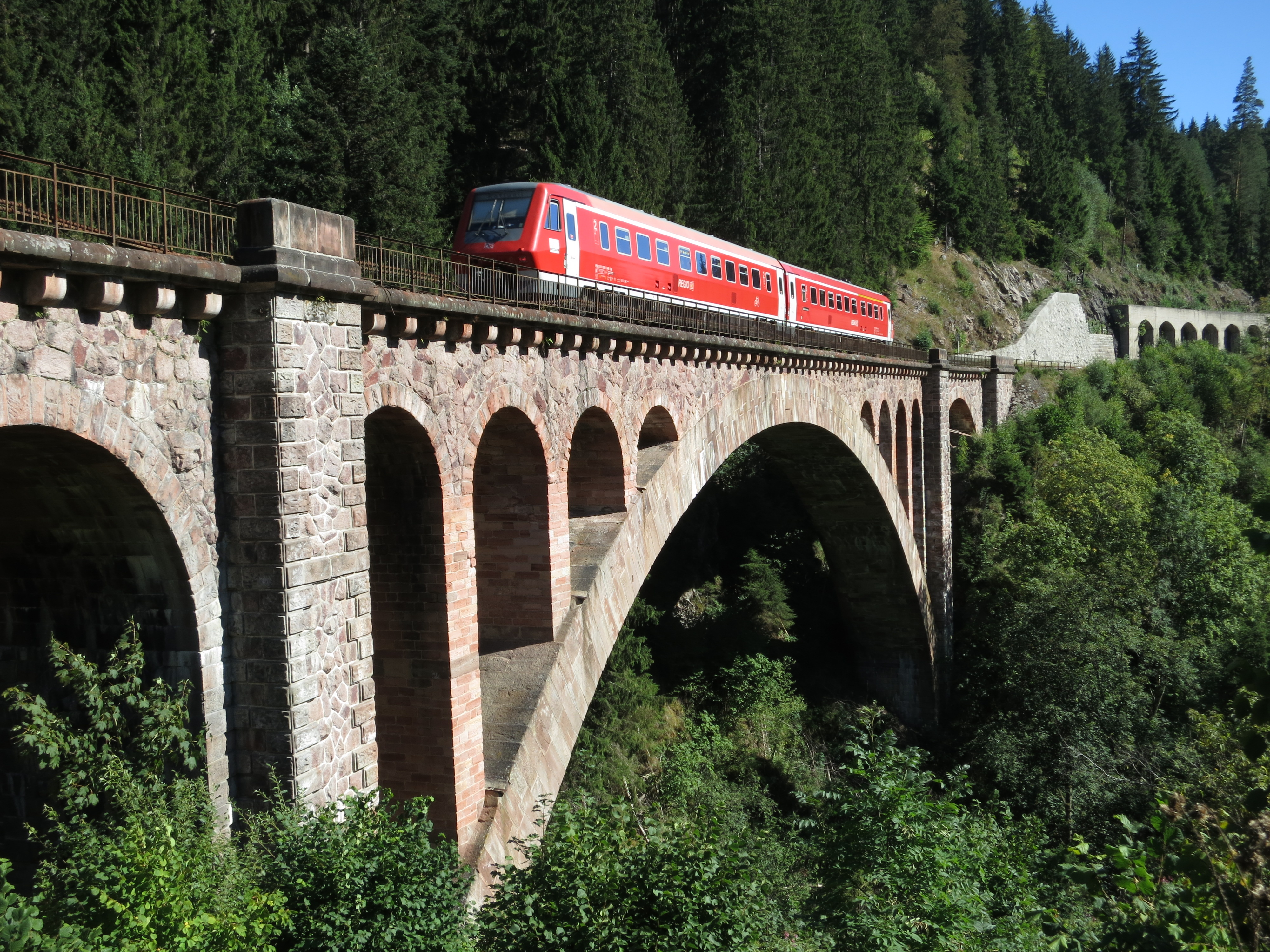
Gutachbrücke der Höllentalbahn

#### Wutach

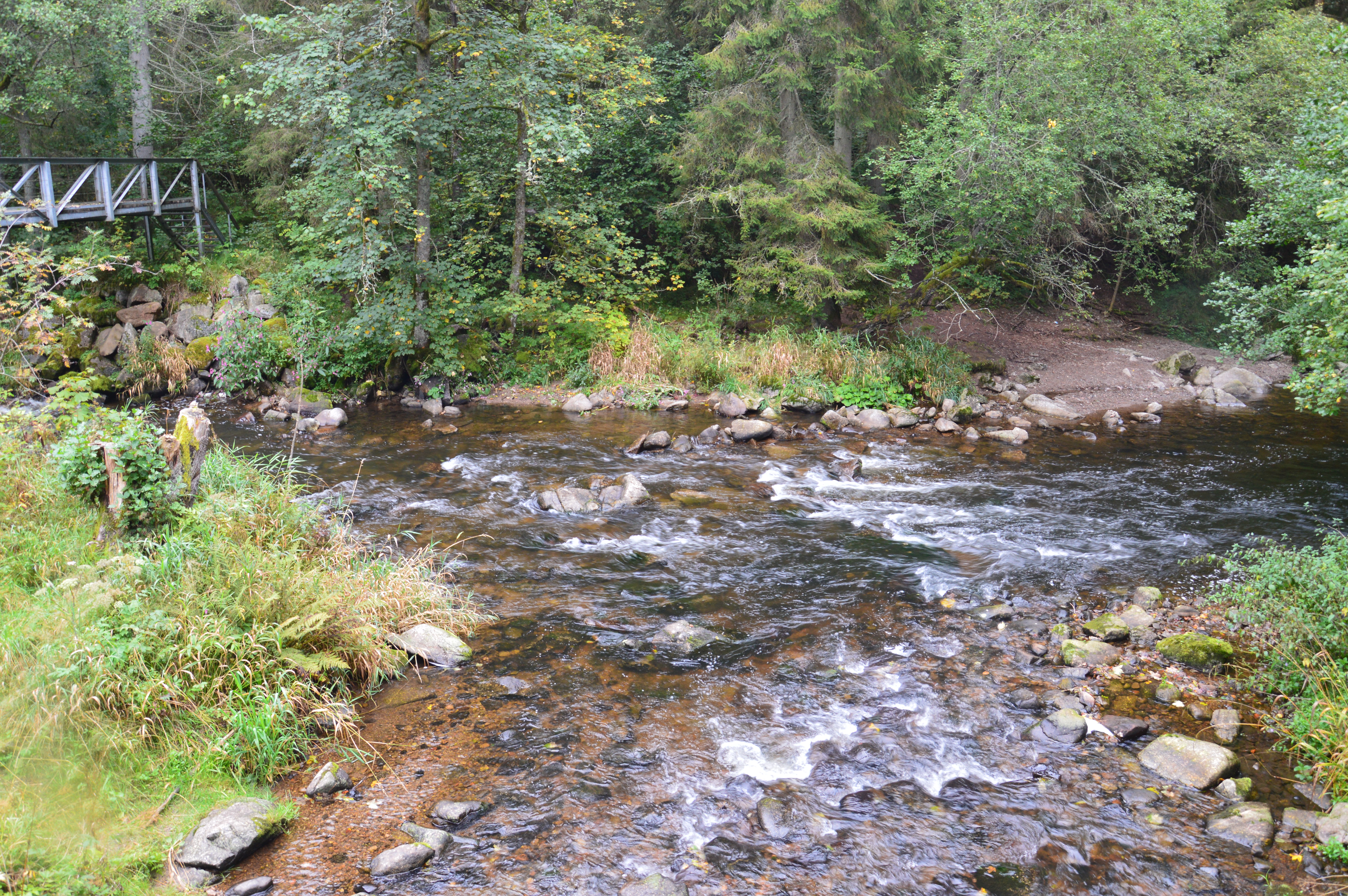
Mit Einmündung der Haslach wird aus der Gutach (links) die Wutach (Obere Wutachschlucht im Granit)

Ab der Einmündung der Haslach, die aus Westen von Lenzkirch heranfließt, nennt man den Fluss passenderweise Wutach („wütende Ach“). Er schneidet in nunmehr vorwiegend östlicher Richtung eine insgesamt etwa 30 Kilometer lange Folge von Schluchten durch die Hochebene zwischen Schwarzwald und Schwäbischer Alb, die überregional bekannte Wutachschlucht. In der Talweitung von Achdorf knickt der Fluss ein weiteres Mal ab, nun um etwa 100°, und bildet das Wutachknie. In der neuen Richtung nach Südwesten verengt sich das Tal zum untersten Teil der Wutachschluchten, den Wutachflühen.
Wie der Eingang der Wutachschlucht ist auch deren Ausgang bei Grimmelshofen von einer hohen Eisenbahnbrücke überspannt, der Wutachbrücke der äußerst aufwändig trassierten Wutachtalbahn.
Das untere Wutachtal ist geradlinig, breitsohlig und recht dicht besiedelt. Der Fluss ist hier in zwei Abschnitten auf insgesamt etwa 6 km Länge Grenzgewässer zur Schweiz und danach überwiegend kanalisiert. Wichtigste Orte dieses Talabschnitts sind die Stadt Stühlingen sowie Eggingen und Wutöschingen.

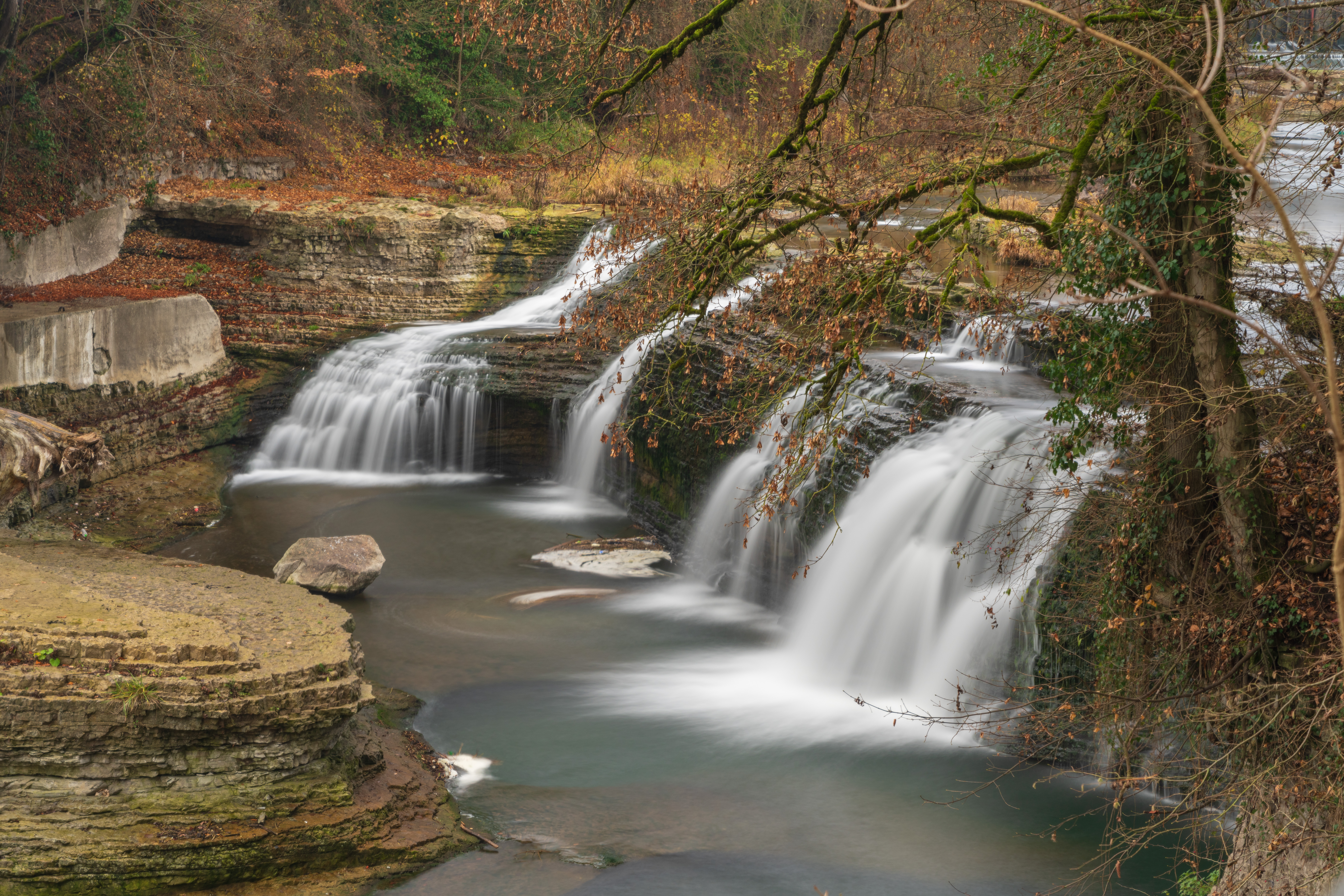
Wutachfall in Lauchringen (Restwasser)

Vor Lauchringen schwenkt die Wutach wiederum in die Laufrichtung eines Nebenbachs ein, nun in die des in breitem Tal aus dem Klettgau kommenden Klingengrabens. In Unterlauchringen bildete die Wutach einen der größten Flusswasserfälle Deutschlands, wegen dessen Wasserkraft hier die Lauffenmühle entstand, der größte Industriebetrieb an der Wutach. Größte Stadt des Wutachtales ist das benachbarte Tiengen, wo aus dem Schwarzwald die, neben dem Klingengraben, bedeutendsten Nebenflüsse Steina und Schlücht einmünden. Zwischen Küssaberg-Kadelburg und Koblenz mündet die Wutach auf einer Höhe von 315 m ü. NHN von rechts in den Hochrhein, wenig unterhalb der Stromschnelle des Kadelburger/Koblenzer Laufen.

### Einzugsgebiet

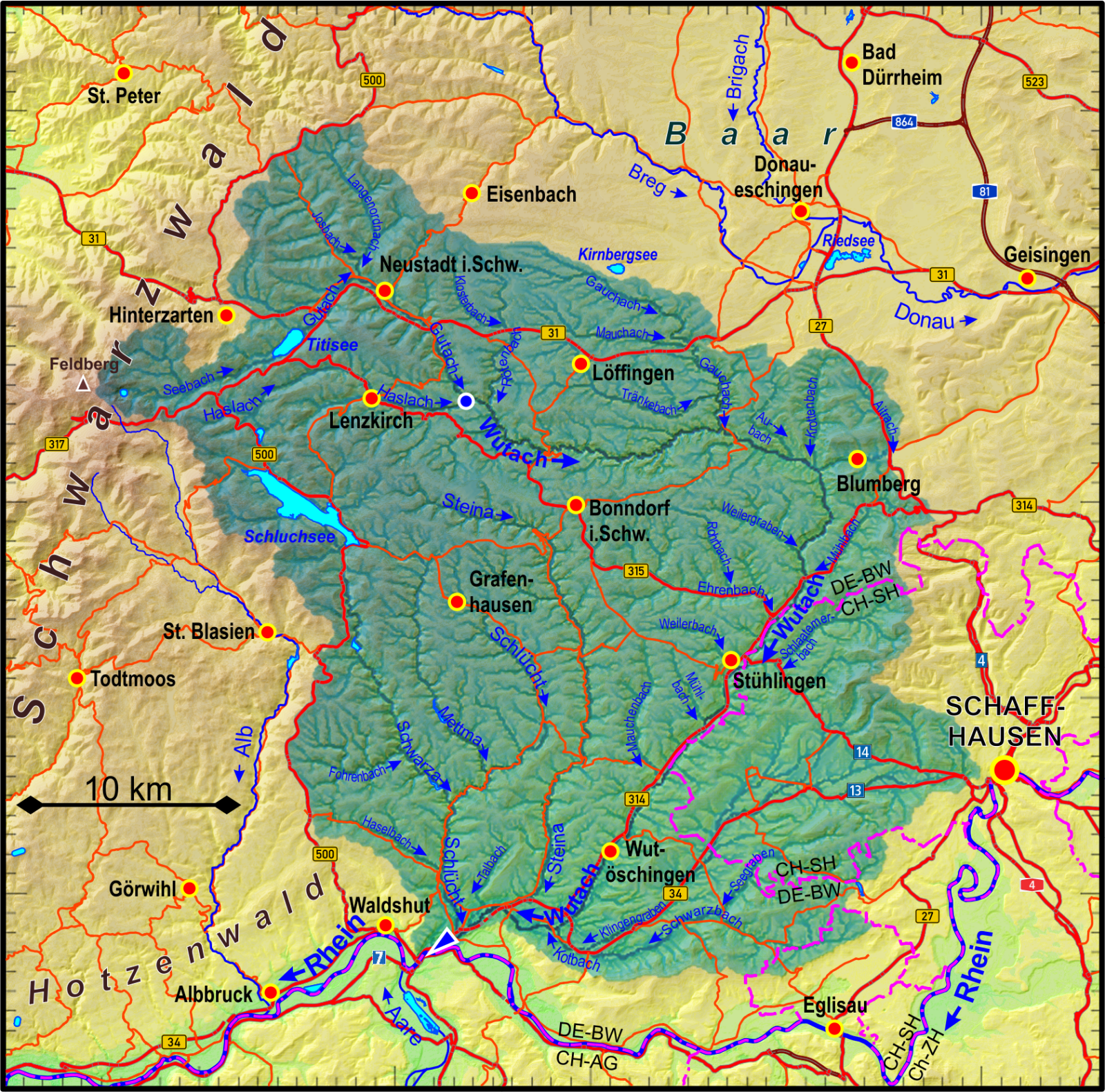
Einzugsgebiet der Wutach

Die Wutach entwässert fast die gesamte südöstliche Abdachung des Schwarzwaldes. Dort durchfließen die Gewässer zunächst glazial geformte Talwannen, die in die kristallinen Gesteine des Hochschwarzwaldes eingesenkt sind. Dort liegen Feldsee und Titisee (Gutach), Windgfällweiher (Haslach), Schluchsee (Schwarza) und Schlüchtsee (Schlücht). Nach teils sehr engen Schluchtstrecken erreichen die Flüsse den Rand des Schwarzwaldes und die leicht südöstlich einfallenden Sand-, Kalk- und Tonsteinserien der süddeutschen Schichtstufenlandschaft. Der nach Südwesten abgeknickte Unterlauf der Wutach verläuft am Fuße der beherrschenden Weißjura-Stufe der Schwäbischen Alb und des Randen quer zur Abdachung und sammelt so noch mehrere Schwarzwaldflüsse ein. Der von der anderen Seite parallel zum Hochrhein von Osten zufließende Klingenbach folgt einer eiszeitlichen Rheinrinne (Klettgaurinne). Die Wutach entwässert also keineswegs nur Gebiete des Schwarzwaldes und ähnelt in dieser Hinsicht der Enz.
Die mittleren jährlichen Abflusshöhen des Einzugsgebietes variieren erheblich; sie reichen von über 1100 mm im Hochschwarzwald bis unter 300 mm im Klettgau. Der im Flussbett sichtbare Abfluss der Wutach ist durch Wasserableitungen zum Schluchseewerk, die besonders den weitaus größten Nebenfluss Schlücht betreffen, geringer, als es unter natürlichen Umständen bei ihrem 1140 km² umfassenden Einzugsgebiet und bei ihrer Abflusshöhe zu erwarten wäre.
Wegen ihres Sohlgefälles von im Mittel 13 ‰ treten an der Wutach oft kritische Hochwasserspitzen auf; eine bekannte historische Lithographie zeigt den Talboden bei der Stühlinger Zwirnerei zur Gänze von Wasser bedeckt. Ihr Unterlauf wurde daher zum Hochwasserschutz Anfang des 20. Jahrhunderts kanalisiert und eingedeicht. Inzwischen sind sogar einstige Überschwemmungsgebiete als Neubau- und Industriegebiete ausgewiesen worden.

### Nebenflüsse

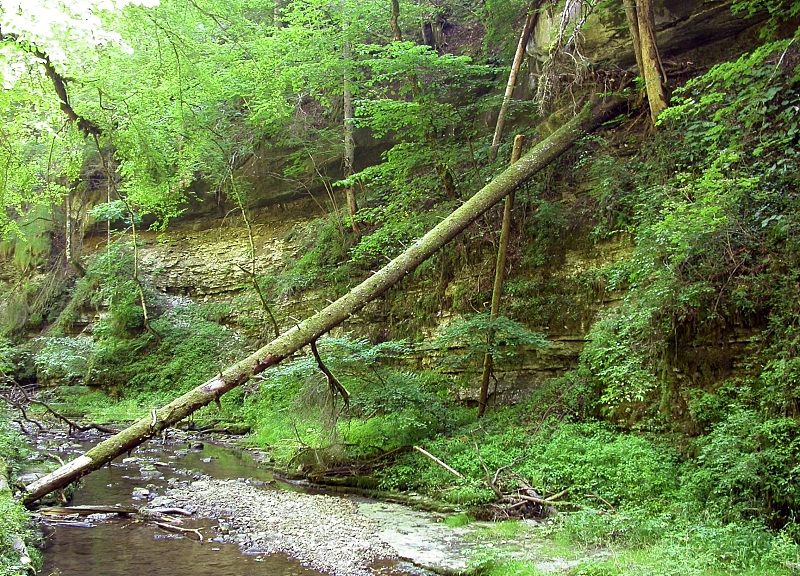
Gauchach

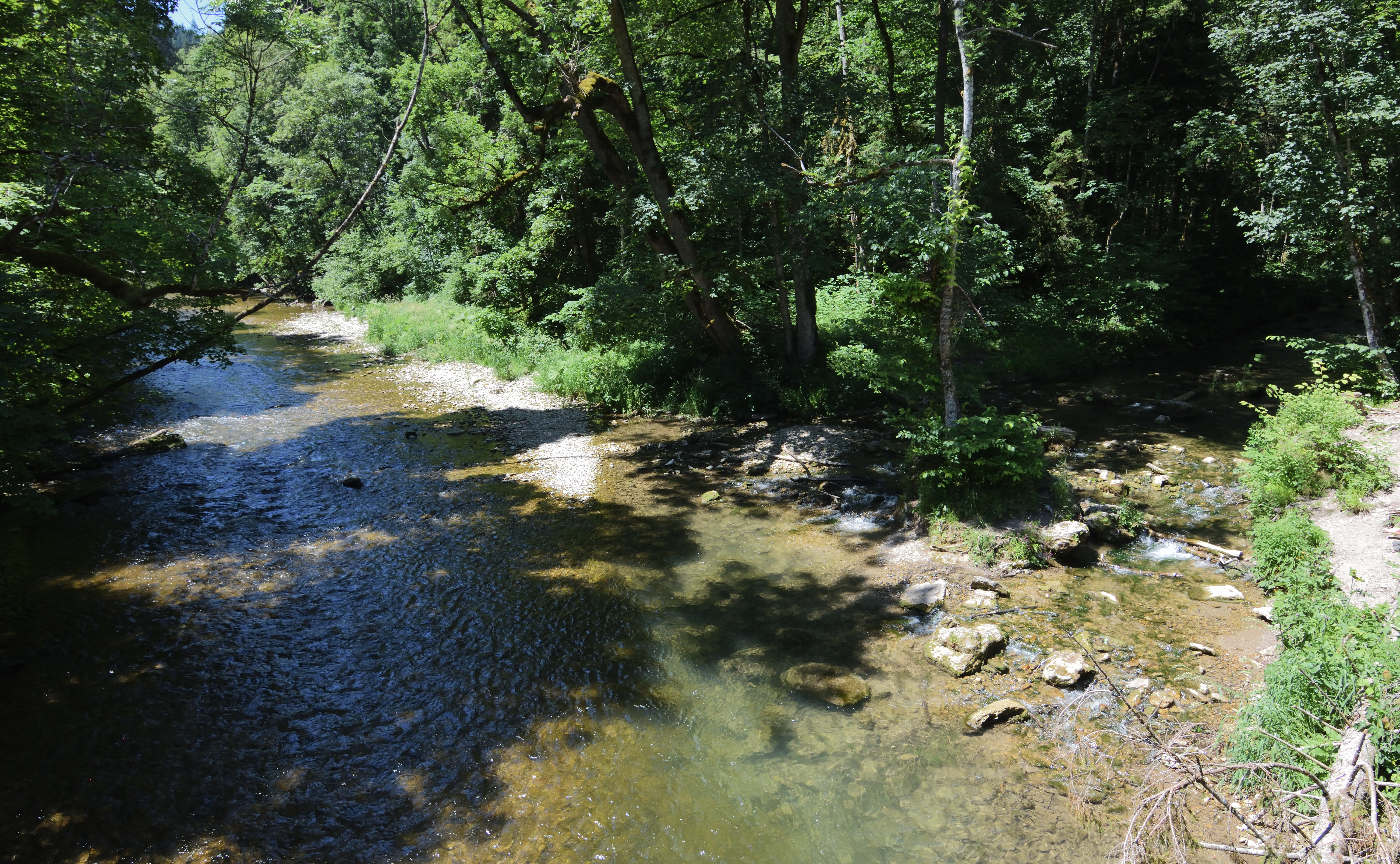
Mündung der Gauchach in die Wutach

Die Nebenbäche im Bereich des Schwarzwaldes sind:
- Sägenbach (aus dem Feldberggebiet, mündet in den Seebach genannten Wutach-Oberlauf)
- Ordnach (mündet in den Gutach genannten Wutach-Oberlauf)

Mehrere Nebenbäche des Mittellaufs haben auch Anteil an der Bildung des Systems der Wutachschluchten. Bekannt sind neben der wasserreichen
- Haslach

die an Wasserfällen reichen Schluchten von
- Rötenbach (aus der waldreichen Schwarzwaldostabdachung im Buntsandstein)
- Reichenbächle (vom Schwarzwald-Ostrand beim Bonndorfer Stadtteil Holzschlag)
- Lotenbach (vom Schwarzwald-Ostrand bei Bonndorf durch die Lotenbachklamm)
- Gauchach (mit größter Nebenschlucht Gauchachschlucht) mit Nebenschluchten (Tränkebach, Mauchach)
- Schleifebach (aus dem verlassenen Talstumpf der Blumberger Pforte)

In den Unterlauf der Wutach im Badischen Klettgau münden folgende Bäche:
- Weilergraben
- Mühlbach (aus dem Fützener Talbecken mit den Kehren der Wutachtalbahn)
- Ehrenbach
- Schleitheimer Bach (aus dem Randental, überwiegend Schweizer Gebiet)
- Mauchenbach

Erst auf den letzten acht Kilometern der Wutach münden ihre drei größten Nebenflüsse:
| Gewässername                               | Länge   | Mittlerer Abfluss | Mündung ca. bei | Mündungshöhe (m ü. NN; ca.) | Anteil am EZG (ca.) | Anteil am EZG (ca.) |
| ------------------------------------------ | ------- | ----------------- | --------------- | --------------------------- | ------------------- | ------------------- |
| Klingengraben (Unterlaufname auch Kotbach) | 23,4 km | 1,60 m³/s         | km 7,4          | 350 m                       | 165,4 km²           | 14,6 %              |
| Steina                                     | 37,3 km | 1,58 m³/s         | km 4,0          | 325 m                       | 86,1 km²            | 8,3 %               |
| Schlücht                                   | 28,9 km | 5,13 m³/s         | km 1,2          | 316 m                       | 234,6 km²           | 21,4 %              |

### Raumbezüge

#### Regionen
Südschwarzwald und Hochrhein

#### Raumordnungsregionen
- Schwarzwald-Baar-Heuberg
- Südlicher Oberrhein
- Hochrhein-Bodensee

#### Landkreise
- Breisgau-Hochschwarzwald
- Schwarzwald-Baar-Kreis
- Waldshut

#### Ortschaften
An oder etwas abseits der Wutach befinden sich folgende Ortschaften:
- Feldberg (südliches Seebachtal)
- Hinterzarten (nördliches Seebachtal)
- Titisee-Neustadt
- Lenzkirch (Haslach-Tal), mit Kappel (Beginn der Wutachschlucht)
- Friedenweiler (mit Rötenbach am Beginn der Rötenbachschlucht)
- Bonndorf im Schwarzwald (südlich der Wutachschlucht)
- Löffingen (nördlich der Wutachschlucht)
- Ewattingen (Gemeinde Wutach, südlich der Wutachschlucht)
- Mundelfingen (Stadt Hüfingen, nördlich der Wutachschlucht)
- Aselfingen (Stadt Blumberg)
- Achdorf (Stadt Blumberg)
- Blumberg (östlich der Wutachschlucht), mit Achdorf am Wutachknie
- Stühlingen, mit Grimmelshofen am Ausgang der Wutachflühen
- Hallau (östlich der Wutach, in der Schweiz)
- Schleitheim (östlich der Wutach, in der Schweiz)
- Eggingen
- Wutöschingen
- Horheim
- Lauchringen
- Tiengen

## Flussgeschichte

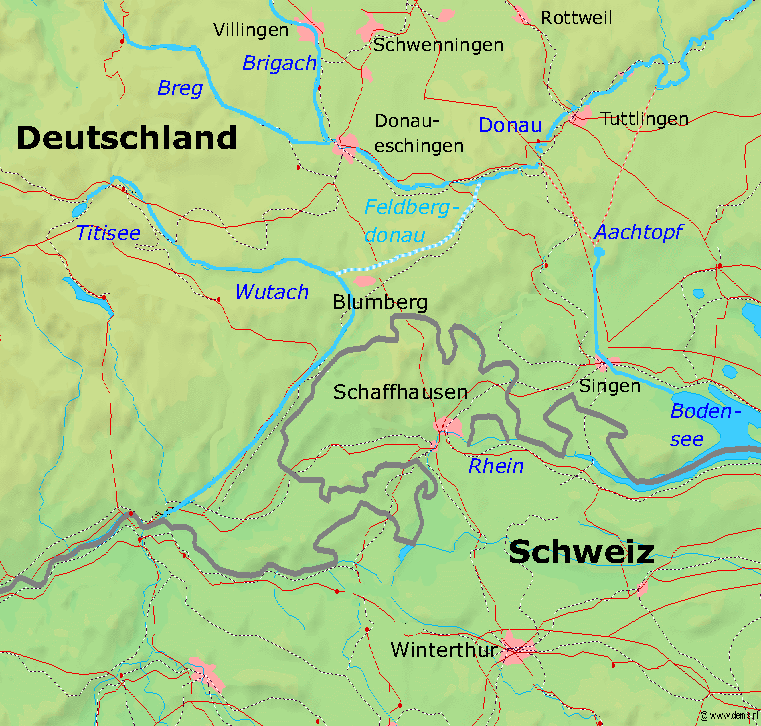
Verlauf der Wutach und die hydrografische Situation an der Donau

Die untere Wutach fließt auf der Tallinie der einst wesentlich mächtigeren oberen Urdonau, jedoch dieser entgegen. Noch um die Wende Miozän/Pliozän, mit sich bereits hebendem Schwarzwald, aber damals weniger tief liegendem Rheingraben, entsprang die Donau im Bereich der heutigen oberen Rhone. Dieses Stromsystem zerfiel und wurde schrittweise vor allem dem Flusssystem des Rheins tributär (Weiteres siehe unter Wutachschlucht). Zuletzt bildete der obere und mittlere Lauf der heutigen Wutach als Feldbergdonau den Oberlauf der Donau. Nachdem aber bis zur letzten Eiszeit die Wasserscheide zwischen der aufschotternden Feldbergdonau und der sich einschneidenden Ur-Wutach stark erniedrigt worden war, brach vor etwa 20.000 bis 70.000 Jahren die Feldbergdonau nach Südwesten zum Rheintal aus und bildet seitdem das markante Wutachknie bei Blumberg. Wegen des in der neuen Abflussrichtung zum Rhein hin hohen Gefälles schneidet der Fluss bis heute die etwa 30 Kilometer lange Wutachschlucht in die Hochfläche. Dabei räumte er etwa zwei Kubikkilometer Gestein aus. Die Talhänge neigen zum Rutschen; dies macht die Wutachschlucht noch mehr als ihr stellenweise schroffes Relief zu einem Verkehrshindernis und den Unterhalt von Straßen und Wegen aufwändig, sogar den von Wanderwegen.
Im verlassenen Bett der alten Feldbergdonau vom Anzapfungsbereich (heute augenfällig durch eine künstliche Flussbifurkation und eine Pseudo-Bifurkation) bis zur Mündung in die heutige Donau bei Kirchen-Hausen fließt die Aitrach. In Gegenrichtung zur Wutach hin fließt gefällereich das Schleifebächle. Im dazwischen liegenden, sehr flachen Talabschnitt bei Blumberg entstanden Hochmoore.
In ihrem Oberlauf bildet die Wutach (dort noch als Gutach) ein weiteres Knie aus; sie mündet dort in das einstige Haupttal, das ungefähr am Kandel seinen Anfang nahm, aber bereits seit längerem durch die Wilde Gutach abgeschnitten und umgelenkt worden ist. Ähnliche Knicke im Verlaufe der Nebenflüsse aus dem Schwarzwald zeigen ebenfalls (wesentlich ältere) Ablenkungsereignisse an, am markantesten die Schwarza beim Verlassen des Schluchsees quer zur Muldenrichtung.
Im Unterlauf der Wutach mündet das Wutachtal in die Klettgaurinne, und die Wutach folgt danach der Laufrichtung des Klingenbach. Bis zum Ende der Riß-Eiszeit vor rund 200.000 Jahren floss hier statt des kleinen Klingengrabens und des Klingengrabens der Ur-Rhein westwärts durch den Klettgau. Beim Ettikoner Lauffen traf er auf sein altes Flussbett. Erst gegen Ende der Würmkaltzeit verlegte er seinen Lauf ab Schaffhausen nach Süden und ließ dort den bekannten Rheinfall entstehen. Beim Kloster Rheinau bildeten sich die Mäander oder Rheinschlaufen.

## Naturschutzgebiete

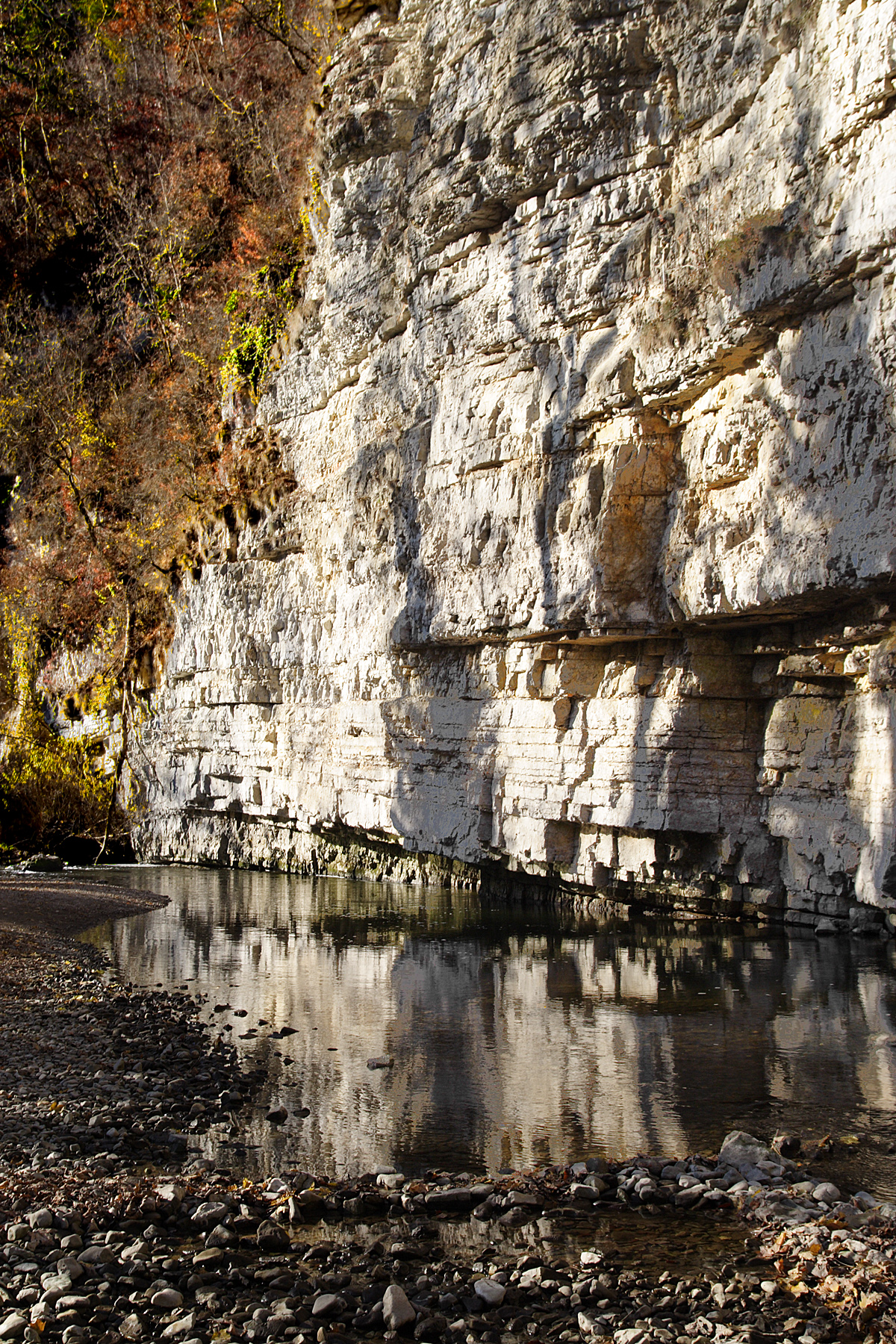
Muschelkalk-Aufschluss, Beginn der verkarsteten Mittleren Wutachschlucht (teilweise Versickerung)

Etwa ein Drittel des Wutachlaufes steht unter Naturschutz.
Der Fluss entspringt im Naturschutzgebiet Feldberg, dem größten in Baden-Württemberg.
Eines der ältesten Naturschutzgebiete des Landes umfasst seit 1939 die Wutachschlucht, eine der letzten Wildfluss-Landschaften Mitteleuropas mit großer landschaftshistorischer, geologischer und ökologischer Bedeutung. Fast jedes in Süddeutschland vorkommende Gestein ist in der Schlucht vertreten, die einer der artenreichsten und am intensivsten untersuchten Naturräume Mitteleuropas ist. Ein hauptamtlicher Naturschutzwart kümmert sich um den Ausgleich der Interessen der in den Sommermonaten bis zu 100.000 Besucher mit den Erfordernissen des Natur- und Landschaftsschutzes (u. a. geführte Wanderungen). Eine der Besonderheiten der Mittleren Schlucht ist die Versickerung von Wutachwasser im Muschelkalk. Bei geringer Wasserführung kann hier der Fluss auf 1,3 Kilometern Flusslänge völlig trockenfallen, bis das Wasser kataraktartig (vermutlich vollständig) wieder zutage tritt.
Weitere unter Naturschutz stehende Flussabschnitte sind die naturhafte Flussaue oberhalb von Stühlingen an der Grenze zur Schweiz (großflächige Schachtelhalmbestände) und der Mündungsbereich in den Rhein.

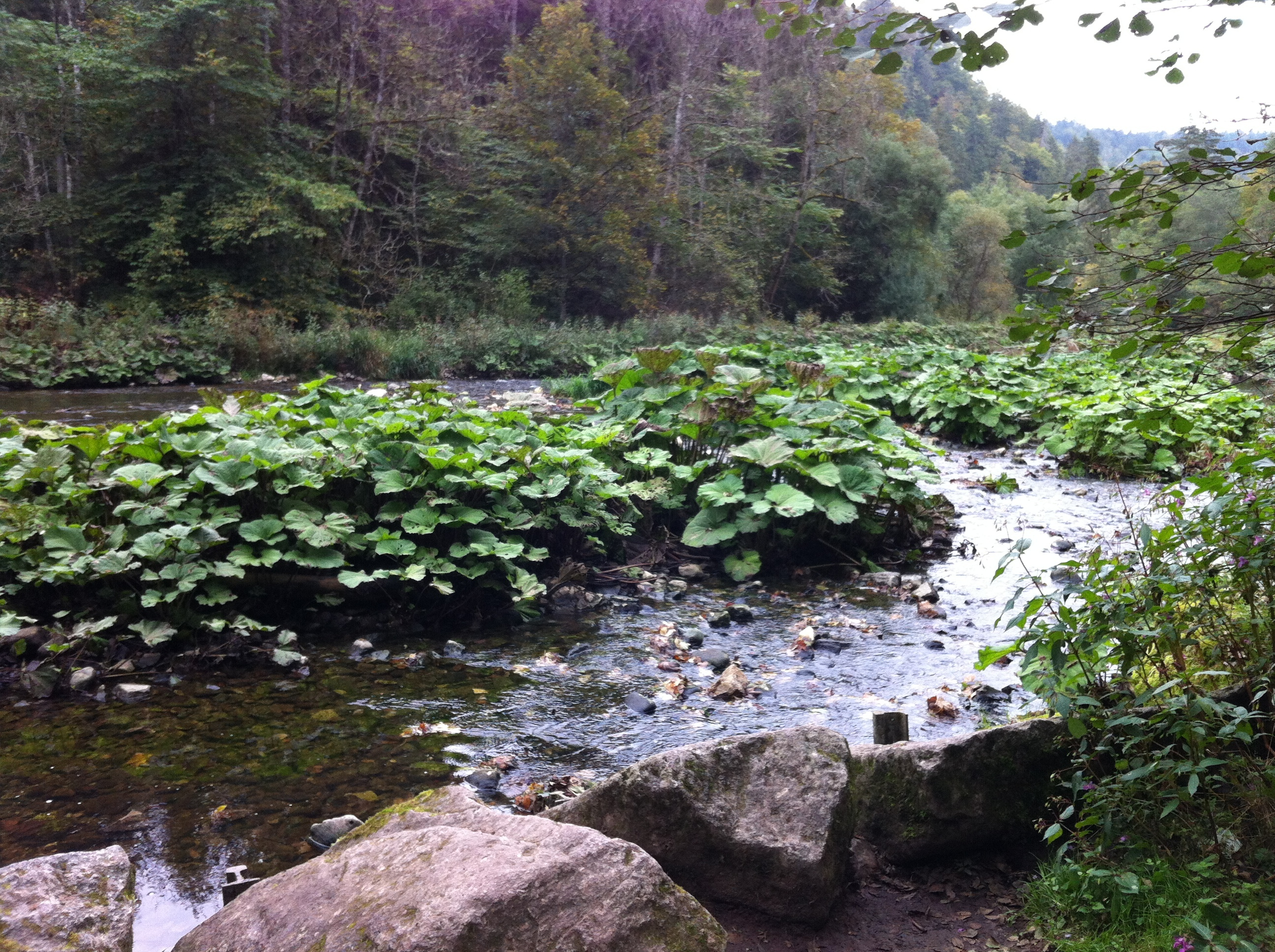
Pestwurzbestand an der Wutach
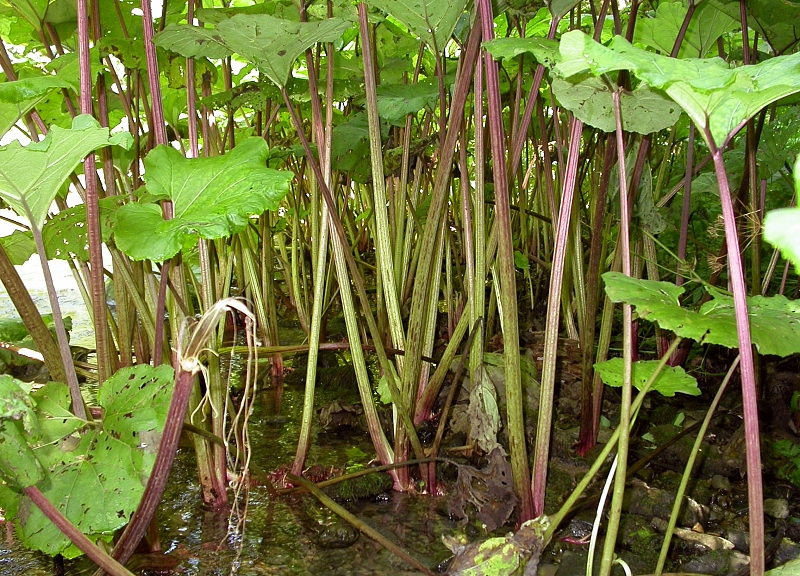
Pestwurzbestand
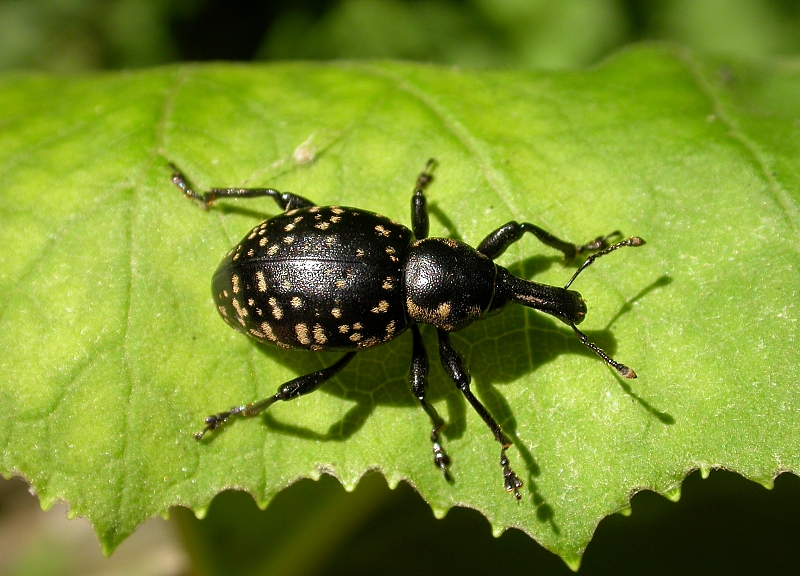
Faulrüssler (Liparus) auf Pestwurz
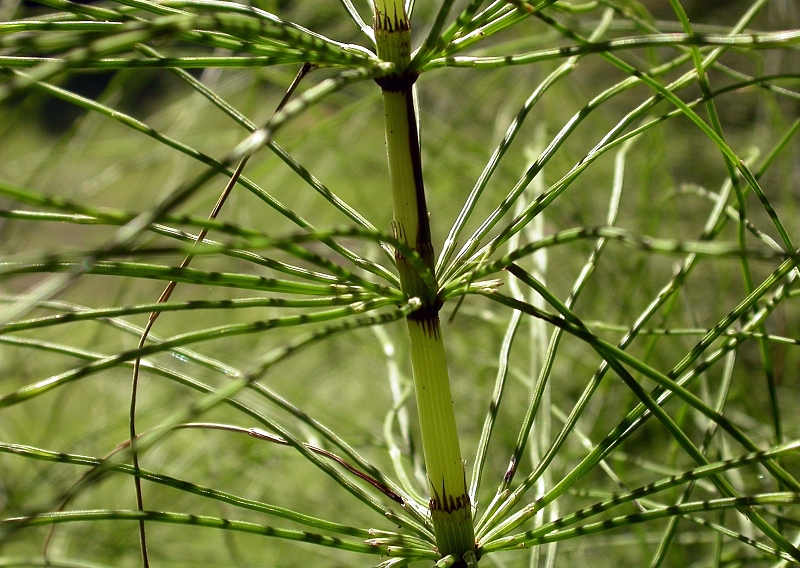
Riesen-Schachtelhalm
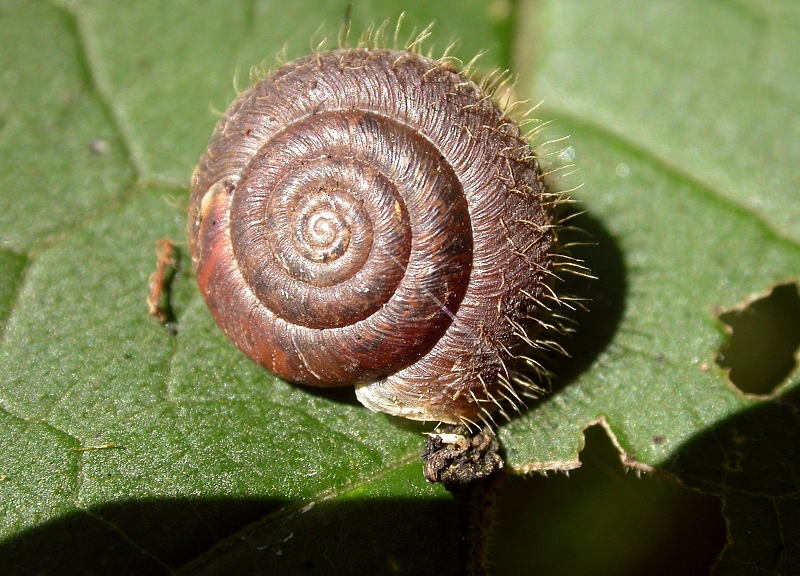
Haarschnecke (Trochulus)
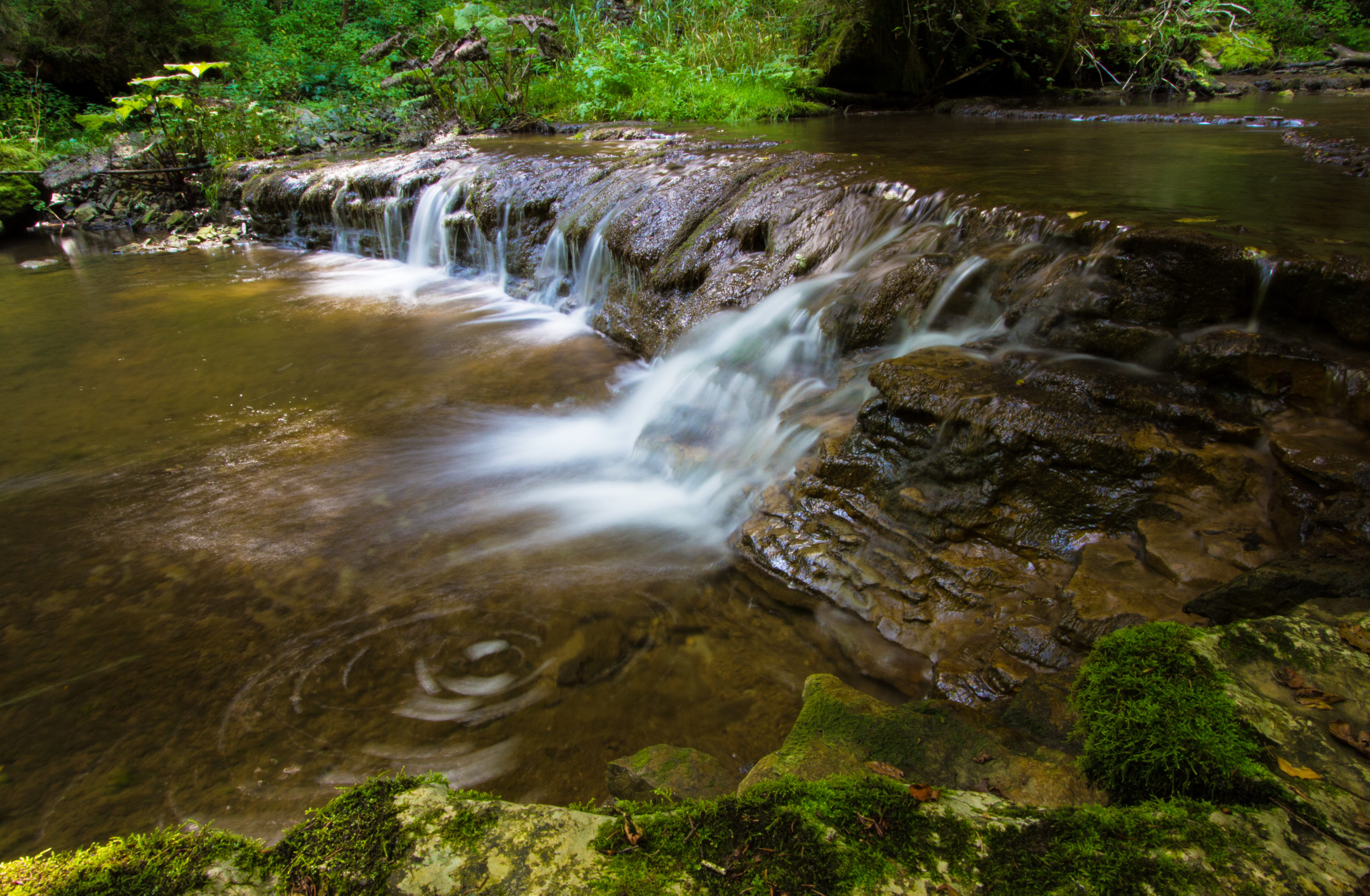
Muschelkalkbänke im Gauchach-Bett
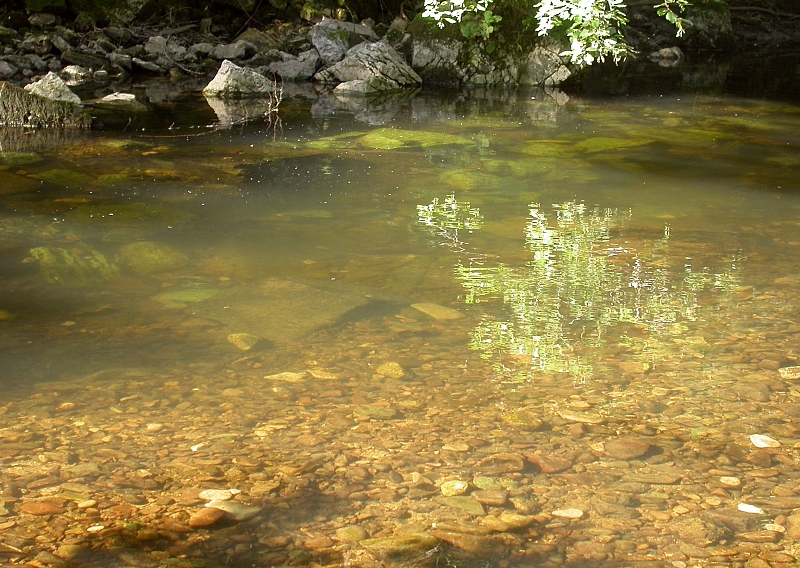
Wutach
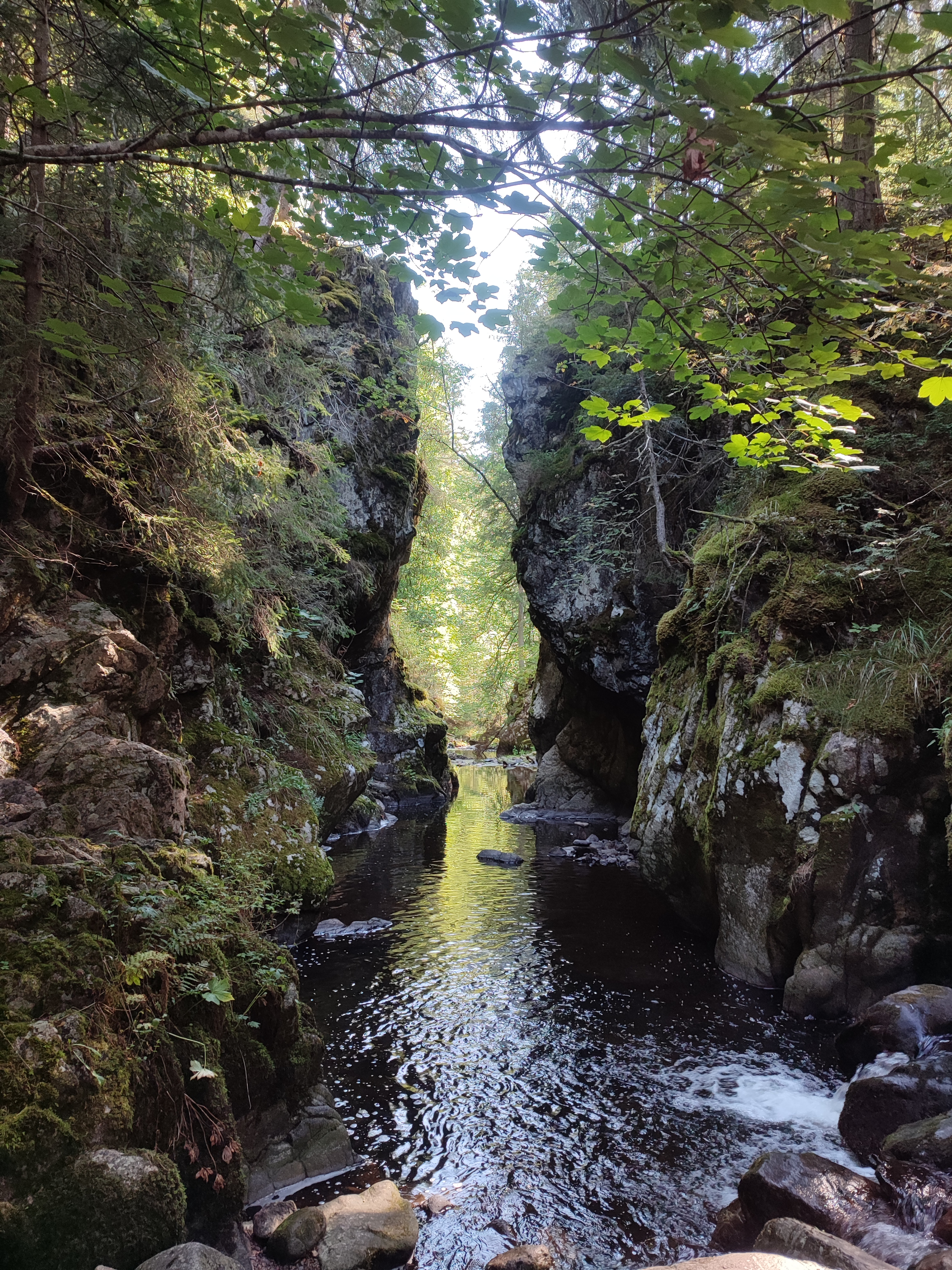
Haslach-Schlucht mit Rechenfelsen

## Kulturlandschaftliches

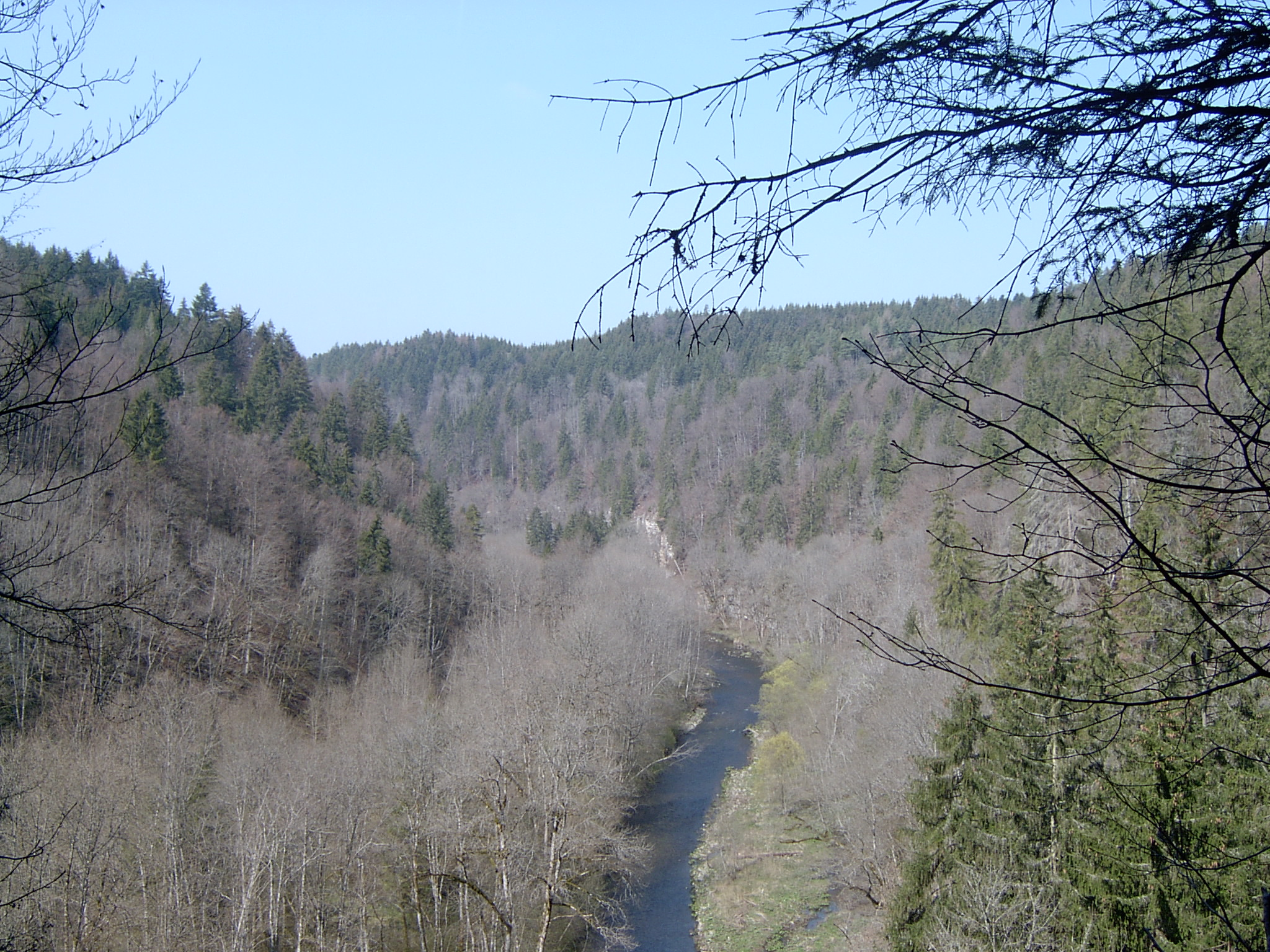
Wutachschlucht bei Reiselfingen

Naturlandschaftlich ist die Wutach nur zu einem Teil dem Schwarzwald zuzurechnen. Das mittlere Wutachland mit der mittleren und unteren Wutachschlucht liegt schon außerhalb. Doch sieht man sich hier, ähnlich wie in der Baar, dem Schwarzwälder Kulturraum zugehörig, nicht nur im Hinblick auf den Tourismus. Darin wirkt auch die frühere gemeinsame Zugehörigkeit zu Baden fort. Die Wutachtalbahn wird oft bei den technisch ebenfalls bemerkenswerten Schwarzwälder Bahnen mitgezählt. Das Wutachgebiet unterhalb von Stühlingen gehört zum Klettgau und der Hochrheinregion.
Die Wutach trennt im Bereich der Wutachschlucht das bodenseealemannische Dialektgebiet nördlich der Schlucht vom hochalemannischen südlich davon. Dies zeigt sich besonders deutlich an der unterschiedlichen Aussprache des K. Auf der nördlichen Seite heißt es Kind und Kuchi (= Küche), während der Süden mit Chind und Chuchi sprachlich schon der benachbarten Schweiz näher steht. Die Einheimischen bezeichnen die jeweils auf der anderen Schluchtseite Wohnenden als Enne-Wiätler, was die Zugehörigkeit zum Gebiet jenseits (= ennet) der Wutach ausdrückt.
Auf zwei kurzen Flussabschnitten – zwischen Grimmelshofen und Eggingen – ist die Wutach Grenzfluss zwischen Deutschland und der Schweiz.

### Energiegewinnung

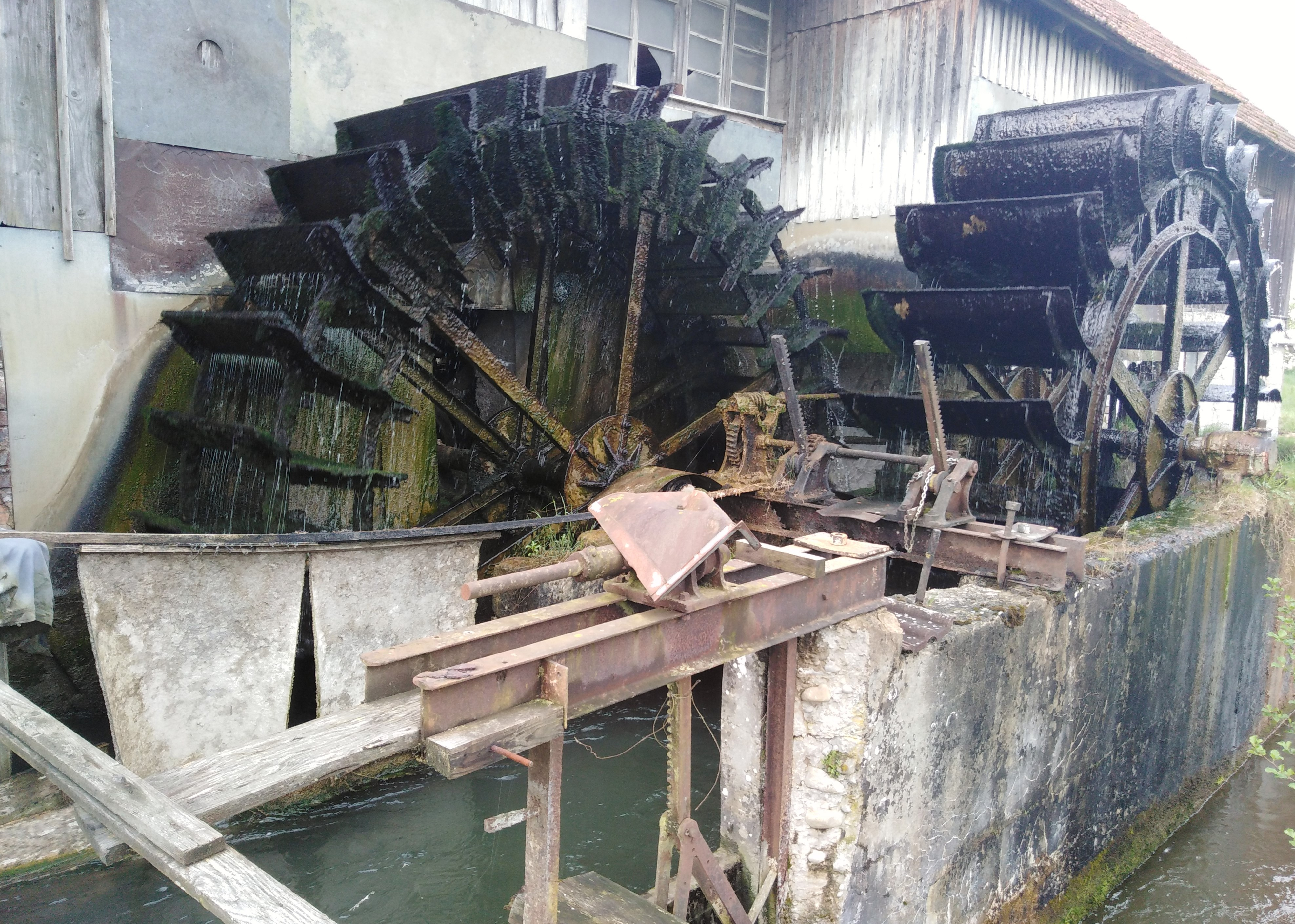
Wutachwasser aus dem Mühlkanal treibt die Mühlräder der Bannmühle Oberlauchringen

Wirtschaftliches Zentrum des Wutachgebietes ist die Stadt Waldshut-Tiengen. Bedeutende Industrieunternehmen des Wutachtals sind die Sto AG (Baustoffe und -systeme) in Stühlingen und die Lauffenmühle (Textilherstellung) in Lauchringen. Die Wasserkraft der Wutach wird direkt durch das Flusskraftwerk Stallegg, und in Wutöschingen mit einem modernen Flusskraftwerk zur Energieerzeugung genutzt. Weitere Energie wurde und wird durch Ableitung über Mühlkanäle gewonnen, so etwa bei Wunderklingen vom Wasser- und Elektrizitätswerk Hallau, bei Stühlingen, bei der Reuentaler Mühle, in Degernau, in Wutöschingen bei Gründung der AWW durch Fritz Burr, in Horheim durch Heinrich Scheibli, bei Oberlauchringen, in Unterlauchringen und in Tiengen durch Heinrich Honegger.
Der Bereich des Schwarzwaldes ist noch immer die holzverarbeitende Industrie bedeutend, auch nach der Schließung der Papierfabrik Neustadt im Jahre 1989. Zwischen 1624 und ca. 1760 wurde auf der Wutach Holz aus der Gegend um den Titisee geflößt. Benötigt wurde es in der früheren Eisenschmelze von Eberfingen.
Der erste Versuch, die Wutach durch eine Talsperre zur Energiegewinnung zu nutzen, kam in der Zeit des Nationalsozialismus auf. Das 1943 genehmigte Projekt zur Errichtung der →Wutachtalsperre kam durch den Zweiten Weltkrieg zum Erliegen. 1951 griffen die Schluchseewerke die Pläne wieder auf und erweiterten sie stark. Das Vorhaben rief jedoch einen breiten Protest in der Bevölkerung hervor und wurde auch wegen Umweltschutzbedenken 1960 endgültig verworfen.

## Wanderwege
Das obere Wutachgebiet (Seebachtal, Titisee, Schluchsee, Hochfirst) ist eines der wichtigsten Wandergebiete des Schwarzwaldes und daher mit einem dichten Wanderwegenetz durchzogen.
Die Wutachschlucht ist vor allem von folgenden zwei Hauptwegen des Schwarzwaldvereins erschlossen:
- Südlicher Querweg Freiburg-Bodensee
- Ostweg
- Schluchtensteig

Südlich der Wutachschlucht, ab Grimmelshofen flussabwärts, gibt es z. T. auf beiden Seiten des Flusses sowohl Wanderpfade wie auch Radwanderwege.